# Jenny Wallerstedt
Jenny Maria Wallerstedt, född 11 april 1870 i Lungsunds församling, Värmland, död 8 januari 1963 i Örgryte församling, Göteborg, var en svensk kvinnosakskvinna. Hon var under sexton år ordförande i föreningen för kvinnans politiska rösträtt i Linköping, och valdes 1919 till ledamot av stadsfullmäktige i Linköpings stad för Högerpartiet.
Hon har kallats för Linköpings största kämpe för kvinnlig rösträtt i Sverige.

## Biografi
Wallerstedt föddes i värmländska Bjurbäcken 1870, en ort som ligger några mil söder om Filipstad. Vid 20 års ålder utexaminerades hon från Högre lärarinneseminariet i Stockholm, och började därefter undervisa i engelska och franska vid Linköpings elementarläroverk för flickor. Hon gav samtidigt ut läroböcker i bägge språken, och var engagerad i skolfrågor. Hon var exempelvis kritisk till att införa samskola, något hon menade skulle vara skadligt för flickskolorna.
När Landsföreningen för kvinnans politiska rösträtt (LKPR) startade sin avdelning i Linköping 1903 blev Wallerstedt dess ordförande. Hon kom att vara ordförande för avdelningen i sexton år, och var aktiv i kampen för kvinnlig rösträtt i Linköping. Bland annat höll hon föredrag och förberedde kurser i kommunalkunskap, det sistnämnda eftersom hon menade att det var viktigt att kvinnor i Linköping skulle vara förberedda på kommunalpolitik när de fått möjlighet att ta plats i fullmäktige och nämnder.
Wallerstedt var också i flera år ledamot av centralstyrelsen för LKPR, och representerade det östgötska förbundet nationellt. Hon reste också flera gånger utomlands för att studera kampen för rösträtt i andra länder. På grund av sina goda kunskaper i språk deltog hon vid flera tillfällen i internationella rösträttskonferenser, bland annat i England, Frankrike, Tyskland och USA.
Wallerstedt var också engagerad i Fredrika Bremer-förbundets lokalavdelning, och från 1916 var hon ombud i fattigvårdsnämnden i Linköping. 1919 valdes hon in i Linköpings stadsfullmäktige för Högerpartiet. Det gjorde även Sigrid Örn, Hedvig Thorell och Sigrid Tersmeden. För de Frisinnade valdes lärarinnan Eva Hanzén in, som även var ordförande i LKPR:s avdelning under Wallerstedt. Dessutom valdes socialdemokraterna Tilly Borg och Hulda Nyman in.
Därefter avgick hon som ordförande i rösträttsföreningen, och bytte efter 29 år vid skolan i Linköping till posten som rektor på Risbergska gymnasiet i Örebro kommun. 1927 lämnade hon den positionen på grund av svikande hälsa.